# Liste der Monuments historiques in Suzannecourt
Die Liste der Monuments historiques in Suzannecourt führt die Monuments historiques in der französischen Gemeinde Suzannecourt auf.

## Liste der Immobilien
| Bezeichnung      | Beschreibung              | Standort          | Kennzeichnung | Schutzstatus | Datum | Bild           |
| ---------------- | ------------------------- | ----------------- | ------------- | ------------ | ----- | -------------- |
| Kirche Ste-Croix | Vorhalle, 12. Jahrhundert | Grande Rue (Lage) | PA00079247    | Inscrit      | 1925  | weitere Bilder |

## Liste der Objekte
| Bezeichnung                | Beschreibung | Standort                       | Kennzeichnung | Schutzstatus | Datum | Bild |
| -------------------------- | --- | ------------------------------ | ------------- | ------------ | ----- | ---- |
| Beschläge des Hauptportals | Schmiedeeisen, 13. Jahrhundert                                                                                            | in der Kirche Ste-Croix (Lage) | PM52001158    | Classé       | 1964  |      |
| Skulptur Madonna mit Kind  | Kalkstein, weiß gefasst, zweite Hälfte des 17. Jahrhunderts                                                               | in der Kirche Ste-Croix (Lage) | PM52001845    | Inscrit      | 1985  |      |
| Kanzel                     | Holz, 18. Jahrhundert | in der Kirche Ste-Croix (Lage) | PM52001157    | Classé       | 1964  |      |
| Beschläge einer Innentür   | Schmiedeeisen, 13. Jahrhundert                                                                                            | in der Kirche Ste-Croix (Lage) | PM52001159    | Classé       | 1964  |      |
| Marienaltar                | linker Seitenaltar; Altartisch, Retabel und drei Skulpturen; Stein, farbig gefasst und vergoldet, 17. und 18. Jahrhundert | in der Kirche Ste-Croix (Lage) | PM52001160    | Classé       | 1984  |      |